# Ulica Bytomska w Piekarach Śląskich
Ulica Bytomska w Piekarach Śląskich – jedna z ulic w piekarskich dzielnicach Szarlej i Centrum (Piekary). Ma długość około 4,8 km; posiada południkowy przebieg. Wzięła swoją nazwę od miasta Bytom.

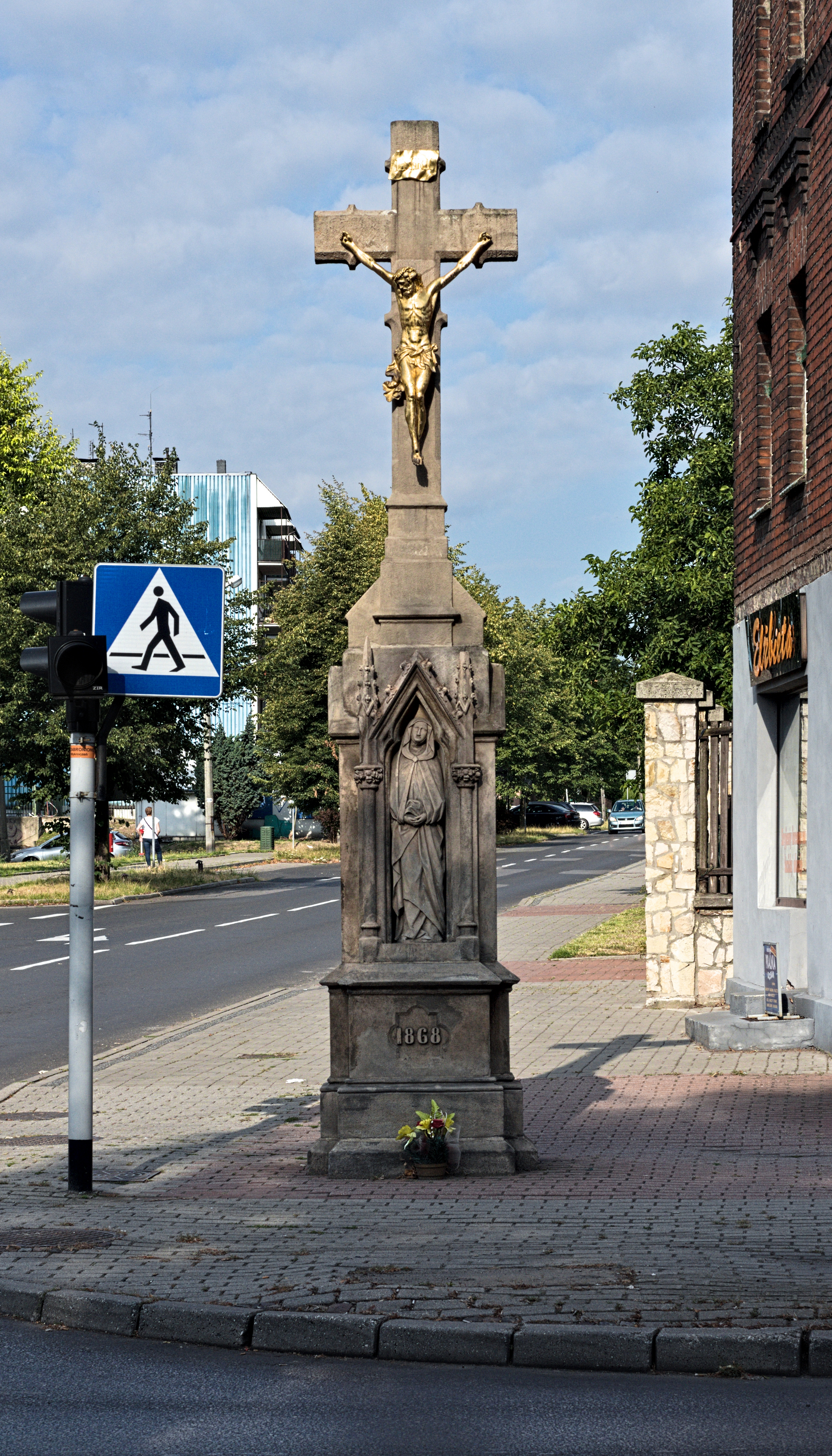
Graniczny krzyż kamienny z 1868 r. przy ul. Bytomskiej (2019)

Pierwotnie południowa część drogi (w Szarleju) nosiła nazwę ul. Piekarska (od południa do dzisiejszej ul. Pod Lipami), a północna część (w Piekarach) – ul. Mariacka (dalej na północ, do bazyliki NMP, tj. od domów nr 101, 116 i Parku Wolności). Podczas II wojny światowej ulicy nadano nazwę Adolf-Hitler-Straße, a po wojnie – Michała Roli-Żymierskiego. W 1979 zlikwidowano linię tramwajową, prowadzącą obecną ulicą Bytomską (linia z Bytomia do centrum Piekar).
Przy ulicy znajdują się następujące historyczne obiekty i miejsca:
- narożna kamienica mieszkalna w Szarleju (ul. Bytomska 51); pierwotnie mieściła się w niej karczma Żyda Tannenbauma oraz rytualna łaźnia żydowska, a następnie restauracja J. Grabowskiego[2]
- zespół dawnego szpitala Spółki Brackiej w Szarleju − obecnie Wojewódzki Szpital Chirurgii Urazowej (ul. Bytomska 62), wzniesiony w latach 1916−1924, wpisany do rejestru zabytków 6 kwietnia 2001 (nr rej.: A/45/01); w skład zespołu wchodzą:
  - pawilon główny
  - pawilon dziecięcy
  - budynek administracyjny
  - pralnia i kuchnia
  - prosektorium z kaplicą
  - portiernia
- kamienica mieszkalna w Szarleju (ul. Bytomska 72), przed II wojną światową swoją siedzibę miała tu firma Bata i Bank Ludowy[2]
- Urząd Miasta Piekary Śląskie (ul. Bytomska 84), pierwotnie szkoła w Szarleju
- kamienica mieszkalna w Szarleju (ul. Bytomska 86), na przełomie XIX i XX wieku mieszkał w niej Karol Ogórek (budowniczy Kalwarii Piekarskiej[2])
- gmach Banku Śląskiego w Szarleju (ul.Bytomska 88), wzniesiony na początku lat trzydziestych XX wieku[2]
- budynek poczty w Szarleju (Urząd Pocztowy Piekary Śląskie 1, ul. Bytomska 90), pochodzący z lat trzydziestych XX wieku[2]
- graniczny krzyż typu „Boża Męka” z 1868 – tzw. krzyż Diepenbrocka w Piekarach (skrzyżowanie ul. Bytomskiej z ul. Pod Lipami)[2]
- pomnik ku czci poległych w walkach o społeczne i narodowe wyzwolenie oraz upamiętniający 1000-lecie państwa polskiego w Parku Wolności w Piekarach (pomiędzy ul. Bytomską, ul. gen. Jerzego Ziętka i ul. Kalwaryjską)
- budynek dawnej czytelni i biblioteki niemieckiej w Piekarach (ul. Bytomska 151)[2]
- budynek dawnego składu meblowego w Piekarach − obecnie siedziba Miejskiego Centrum Informacji i Turystyki (ul. Bytomska 157); w dwudziestoleciu międzywojennym w kamienicy funkcjonowała cukiernia[2]
- tablica, upamiętniająca Wawrzyńca Hajdę, umieszczona na budynku w Piekarach, w którym mieszkał i działał (ul. Bytomska 169)
- tablica na budynku w Piekarach, w którym w latach 1847–1872 mieściła się polska drukarnia Teodora Heneczka (ul. Bytomska 176)
- budynek szkoły zawodowej w Piekarach (ul. Bytomska 207), wzniesiony na przełomie XIX i XX wieku[2]
- pomnik Wawrzyńca Hajdy, umieszczony przed Miejskim Domem Kultury i Siedzibą Radia „Piekary” w Szarleju.

Przy ulicy Bytomskiej swoją siedzibę mają również: Miejskie Centrum Informacji i Turystyki (ul. Bytomska 157, Piekary), główna siedziba Miejskiego Domu Kultury w Piekarach Śląskich i Radia Piekary oraz miesięcznika Głos Piekarski (ul. Bytomska 73, Szarlej), Zasadnicza Szkoła Zawodowa (ul. Bytomska 207, Piekary) oraz liczne firmy i przedsiębiorstwa handlowo-usługowe. Ulicą na całej swojej długości kursują autobusy na zlecenie Zarządu Transportu Metropolitalnego (ZTM).